# Holocephali
Holocephali is een onderklasse van kraakbeenvissen. 

## Kenmerken
Draakvissen zien er soms bizar uit door het platte lichaam, vreemde vinnen, en het ontbreken van schubben. Sommige soorten hebben een zeer lange dunne staart of stekels op de rugvin ter verdediging. Er zijn drie families: de ploegneusdraakvissen, de kortneusdraakvissen en de langneusdraakvissen.

## Soorten
Enigszins bekende soorten zijn de in 2004 ontdekte gestreepte draakvis (Hydrolagus matallanasi), gewone draakvis, (Chimaera monstrosa) en kaapse olifantvis (Callorhinchus capensis). Draakvissen moeten niet worden verward met de zeedraken. Deze zijn verwant aan de zeepaardjes.

## Taxonomische status
De taxonomische status heeft iets van een vergaarbak. Een groot aantal fossielen wordt ingedeeld in ordes die zouden behoren tot deze onderklasse. Er wordt nu van uitgegaan dat deze onderklasse één orde van levende soorten heeft, de draakvissen (Chimaeriformes). Een vroeger gebruikelijke naam voor deze groep was zeekatten, maar die aanduiding kan hier beter vermeden worden omdat er ook een groep van inktvissen met die naam bestaat, die totaal niet verwant zijn aan de kraakbeenvissen (zie: zeekatten). De bekendste kraakbeenvissen zijn de haaien en de roggen, die samen de andere onderklasse Elasmobranchii vormen. Draakvissen zijn dus meer verwant aan haaien en roggen dan aan andere vissen, en zij hebben een primitieve fysiologie.

## Taxonomie
- Infraklasse: Holocephali
  -  Orde: Chimaeriformes (Draakvissen)
    - Familie: Callorhinchidae (Ploegneusdraakvissen)
      -  Geslacht: Callorhinchus

    - Familie: Chimaeridae (Kortneusdraakvissen)
      - Geslacht: Chimaera
      -  Geslacht: Hydrolagus

    -  Familie: Rhinochimaeridae (Langneusdraakvissen)
      - Geslacht: Harriotta
      - Geslacht: Neoharriotta
      -  Geslacht: Rhinochimaera